# گویله (دزپارت)
گویله، روستایی در دهستان شیوند بخش قارون شهرستان دزپارت در استان خوزستان ایران است.

## جمعیت
بر پایه سرشماری عمومی نفوس و مسکن در سال ۱۳۹۵، جمعیت این روستا برابر با ۳۵ نفر (۱۰ خانوار) بوده است.